# きらりん☆レボリューション オリジナルサウンドトラック
『きらりん☆レボリューション オリジナルサウンドトラック』は、テレビアニメ『きらりん☆レボリューション』のサウンドトラック。2006年11月22日にzetimaから発売された。

## 概要
- テレビアニメ『きらりん☆レボリューション』のサウンドトラック。
- CDジャケットには、月島きらりが描かれている。
- 音楽は、biceが担当している。
- BGMの他にドラマも収録されている。

## 収録曲
1. 恋☆カナ（オープニングVer.）
歌：月島きらり starring 久住小春 (モーニング娘。)
作詞：古屋真 / 作曲：織田哲郎 / 編曲：家原正樹
2. 止まらないよ〜っ
3. 大きなリンゴとおばあちゃん
4. もう大変!!
5. きらり考え中
6. キャ〜!逃げろ〜っ!!
7. なーさんと一緒に
8. ど、どぉしよ〜
9. 炎のエックスレボリューション!
10. きらりのスゴイところ
11. 不安な気持ち
12. 忍び寄る黒い影…
13. 淡い恋ゴコロ
14. いってきま〜す☆
15. 月夜に想いをよせて
16. レインボウコスメ（あおい）
17. やさしい気持ち
18. 学校に行こう
19. 作戦開始!!
20. レインボウコスメ（きらり）
21. きらりのテーマ1
22. なーさんのテーマ1
23. きらりのテーマ2
24. SHIPSのテーマ1
25. SHIPSのテーマ2
26. いざ、対決!
27. あやしく登場
28. オーディションのあの人
29. エリナのワル巧み
30. 緊急事態発生!!
31. どうするきらり!?
32. またね、嵐くん
33. なーさんのテーマ2
34. 届けあたしのうた
35. SHIPSのテーマ3
36. きらりのテーマ3
37. SUGAO-flavor（エンディングVer.）
歌：月島きらり starring 久住小春(モーニング娘。)
作詞：michito / 作曲：織田哲郎 / 編曲：後藤康二
38. CDドラマ クリスマス☆レボリューション（特別収録）